# Cercle vicieux
Pour les articles homonymes, voir Cercle vicieux (homonymie).
 (août 2013).
Si vous disposez d'ouvrages ou d'articles de référence ou si vous connaissez des sites web de qualité traitant du thème abordé ici, merci de compléter l'article en donnant les références utiles à sa vérifiabilité et en les liant à la section « Notes et références ».
On peut distinguer trois types de cercle vicieux : cause constituant un effet néfaste; interaction négative des facteurs constitutifs de l'évolution; raisonnement logique fallacieux où la prémisse est avancée dans la conclusion.

## Cercle vicieux évolutif
Dans son sens le plus courant, un cercle vicieux (ou enchaînement diabolique, effet boule de neige ou encore spirale vicieuse) est une boucle de rétroaction positive (d'amplification) dont l'effet est jugé néfaste : c'est un ensemble de causes et d'effets qui forment une boucle dégradant la situation, parce que l'effet négatif nourrit et amplifie les causes qui lui donnent naissance. À l'inverse, on parle de cercle vertueux ou de spirale vertueuse, lorsqu'un même mécanisme de rétroaction positive entraîne des effets positifs ou bénéfiques.
L'effet boule de neige est le meilleur exemple de cercle vicieux.
Un autre exemple : l'expérience montre que plus on se montre de mauvaise humeur, plus on rencontre des personnes qui font de même. À l'inverse, plus on sourit, plus le monde autour de soi est souriant.
Exemples de cercles vicieux évolutifs : dans l'agriculture sur brûlis, les assolements.

### En économie
L'expression est très utilisée en économie, où on observe de nombreux cas où deux phénomènes liés interagissent pour aboutir à une dégradation supplémentaire de la situation.
Par exemple, pour le « cercle vicieux de l'inflation », une hausse initiale des salaires provoque une hausse des coûts de production des entreprises, qui pourrait entraîner une hausse des prix, qui pousserait les salariés à réclamer une hausse supplémentaire de salaires. Finalement, le pouvoir d'achat des salariés n'aurait pas augmenté, mais l'inflation serait plus élevée et perturberait davantage le fonctionnement économique.
On peut également inverser ce processus, en supposant qu'une amélioration des marges de profits d'une entreprise la pousse à réduire sa charge salariale, ce qui fera baisser le pouvoir d'achat, obligeant une baisse des prix pour soutenir la consommation par une nouvelle baisse de charge pour améliorer le coût de production. Dans ce cas les marges de profits des entreprises n'auraient pas augmenté mais les salaires seraient devenus plus bas entraînant une baisse des cotisations salariales et patronales.

## Cercle vicieux situationnel
On parle aussi de cercle vicieux dans une situation paradoxale où la cause est aussi conséquence de l'effet.
L'exemple le plus connu de ce dernier type de cercle vicieux est le paradoxe de l'œuf et de la poule.
Un exemple plus général est une situation dans laquelle un individu doit accomplir deux actions, chacune exigeant que l'autre soit faite d'abord.
Le langage courant anglais emploie le terme catch 22 (en) pour désigner ce type de paradoxe, car Joseph Heller décrit dans son roman Catch 22 de telles situations. Un exemple plus concret d'une telle situation se produit dans le contexte de la recherche d'emploi : un employeur réclame généralement de l'expérience professionnelle ; or il faut être employé pour acquérir de l'expérience professionnelle.
En économie, un cercle vicieux situationnel peut bloquer un cercle vertueux évolutif.
Si une nouvelle technique est bénéfique, alors, son développement et le développement parallèle d'applications constituent un cercle vertueux évolutif. Cependant, on peut objecter que :
- la rentabilité de la technique nécessite, au préalable, un développement important de ses applications.
- la rentabilité de ses applications nécessite, au préalable, la rentabilité de la technique (permettant la baisse de son prix).

Un tel cas de figure montre qu'une économie trop libérale pourrait, selon certains économistes, entraîner un immobilisme néfaste (voir par exemple Biocarburant, Économie d'échelle).

## La pétition de principe
En logique, on parle également de cercle vicieux ou d'un diallèle dans le cas d'une pétition de principe (où la conséquence supposée est en fait une condition de la prémisse).